# Schloss Habelsee
Das Schloss Habelsee ist eine ehemalige mittelalterliche Wasserburg unmittelbar südwestlich der Kirche des Gemeindeteils Habelsee der Gemeinde Ohrenbach im Landkreis Ansbach in Mittelfranken in Bayern.

## Geschichte
Auf der Burg Habelsee saßen wahrscheinlich ursprünglich die Ritter von Habelsheim, die seit 1303 als Ministeriale der Grafen von Hohenlohe nachweisbar sind. 1372 ging die Burg an Fritz von Seldeneck, der sie aber spätestens 1377 an das Geschlecht der Lösch weitergab. 1381 wurde die Burg im Städtekrieg zerstört, aber sofort wiederaufgebaut. 1392 verkauften die Hohenlohe als Lehnsherren die Burg an die Stadt Rothenburg, die sie von Amtmännern verwalten ließ. Die Burg Habelsee gehörte auch zu den Befestigungen, die die Stadt auf kaiserlichem Befehl 1408 schleifen musste. Sie verkaufte den Besitz an den Patrizier Johann Öffner, der das Schloss wahrscheinlich wieder aufbaute. Im Besitz dieser Familie bzw. der mit ihnen verwandten Geschlechter der von Bernheim und von Rinckenberg blieb das Schloss bis ins 16. Jahrhundert. 1588 wurde es wegen Baufälligkeit durch den mit dieser Familie verschwägerten Hektor von Heßberg erneuert. 1607 kam es wieder in den Besitz der Stadt Rothenburg, die es 1649 an den kaiserlichen Generalwachtmeister Johann Schaff von Habelsee veräußerte. Dieser errichtete 1651/52 den bestehenden Bau. 1655 kaufte die Stadt das Schloss wieder zurück, um es 1695 an den Bürgermeister Daniel Rücker weiterzuveräußern. Als Nächstes saß ab 1709 der Senator Johann Daniel von Staudt auf dem Schloss, danach wechselten die Besitzer unter dem Rothenburger Stadtpatriziat häufig. Seit 1856 dient das Schloss als Hofgut.

## Beschreibung
Der Ursprung der Burganlage könnte in einer Motte gelegen haben. Als möglicher Standort käme eine 1690 erwähnte Insel in einem See in Frage, die ein Lusthaus getragen habe. Der See ist heute trockengelegt.
Das heutige Gebäude besteht aus einer dreigeschossigen Zweiflügelanlage über stumpfwinkligem Grundriss mit Satteldach, Fachwerkteilen und Eckquaderung. An der Südseite springen ein Risalit und ein polygonaler Treppenturm mit Zeltdach hervor. Der nördliche Flügel ist wie die westlich daran angebaute Scheune erst im 19. bzw. frühen 20. Jh. hinzugefügt worden.